# Ballet Flamenco de Andalucía
El Ballet Flamenco de Andalucía es una compañía institucional de danza de la Junta de Andalucía.

## Historia
El Ballet Flamenco de Andalucía nació en 1994 como Compañía Andaluza de Danza bajo la dirección de Mario Maya, siendo su primer espectáculo De lo flamenco, sucediéndole espectáculos tan significativos como El perro andaluz. Burlerías (María Pagés, 1996) con el que la artista logró el Premio Nacional de Coreografía; Bodas de sangre, de Federico García Lorca (coreografía de Antonio Gades, 2002) o Yerma en 2003, espectáculo con el que Cristina Hoyos consiguió el premio Max a la Mejor Intérprete Femenina de Danza. Como compañía pública es un proyecto cultural que genera oportunidades para creadores y explora nuevos talentos para la música y la danza.

## Dirección
Los diferentes directores que han unido su talento al Ballet Flamenco de Andalucía forman ya parte de la historia de la danza en España: Mario Maya (1994-1996), María Pagés (1996-1997), José Antonio Ruiz (1997-2003), Cristina Hoyos (2003-2010), Rubén Olmo (2011-2013), Rafaela Carrasco (2013-2016), Rafael Estévez (2016-2018) y Úrsula López en la actualidad. Ellos, junto a otros muchos artistas y coreógrafos, han conseguido situar a la compañía entre aquellos que hoy son referentes en el flamenco. Desde el año 2023, la dirección artística corresponde a Patricia Guerrero.

## Producciones
- De lo flamenco, 1994. Coreografía Mario Maya. A. Rueda “La Toná” (nana de colores)
- Réquiem, 1994.  Coreografía Mario Maya.
- Homenaje a Albéniz: Suite Iberia, 1996. Coreografía Manolo Marín.
- Flamencos del Altozano. Tientos tangos, 1996.Coreografía Manolo Marín
- El perro andaluz. Burlerías, 1996. Coreografía María Pagés.
- El jaleo, 1997. Coreografía María Pagés / Fernando Romero
- La vida breve, 1997. (Suite de la ópera de Manuel de Falla) Coreografía José Antonio Ruiz.
- Romeras, 1997. Coreografía José Antonio Ruiz.
- Imágenes flamencas, 1998. Coreografía José Antonio Ruiz.
- Cosas de payos, 1998. Coreografía Javier Latorre.
- Latido flamenco, 1998. Coreografía Manolete / Colectivo Compañía Andaluza de Danza.
- Malunó, 1998. Coreografía José Antonio Ruiz.
- Golpes de la vida, 1998. Coreografía José Antonio Ruiz / Rafael Campillo
- Vals patético, 1998. Coreografía José Antonio Ruiz
- Elegía, homenaje a Antonio. 1999. Coreografía José Antonio Ruiz.
- Un ramito de locura, 1999. Coreografía Javier Barón.
- Encuentros, 2001. Coreografía Alejandro Granados / Eva Yerbabuena / Isabel Bayón / Rafael Campillo / José Antonio Ruiz.
- Picasso. Paisajes, 2001. Coreografía José Antonio Ruiz
- Bodas de sangre de Federico García Lorca, 2002. Coreografía Antonio Gades.
- La leyenda, 2002. Idea original y coreografía José Antonio Ruiz.
- Yerma, 2003. Coreografía Cristina Hoyos.
- Los caminos de Lorca, 2004. Asesoramiento coreográfico Cristina Hoyos.
- A tiempo y a compás, 2004. Coreografía Cristina Hoyos.
- Viaje al sur, 2005. Coreografía Cristina Hoyos.
- Romancero gitano, 2006. Coreografía Cristina Hoyos.
- Poema del cante jondo en el Café de Chinitas, 2009. Coreografía Cristina Hoyo.
- Metáfora, 2012. Coreografía Rubén Olmo.
- Llanto por Ignacio Sánchez Mejías, 2013. Coreografía Rubén Olmo.
- En la memoria del cante: 1922, 2014. Coreografía Rafaela Carrasco.
- Imágenes. 20 años de Ballet Flamenco de Andalucía, 2014. Coreografía Rafaela Carrasco.
- Tierra-Lorca. Cancionero popular, 2016. Coreografía Rafaela Carrasco / Ana Morales / David Coria / Hugo López.
- …Aquel Silverio, 2017. Coreografía Valeriano Paños / Rafael Estévez
- Flamenco, tradición, vanguardia, 2017. Dirección artística Rafael Estévez / Coreografías todo el elenco.
- Flamenco lorquiano, 2018. Coreografía Valeriano Paños / Rafael Estévez
- Naturalmente flamenco, 2019. Coreografía Rubén Olmo / Úrsula López
- 25 aniversario Ballet Flamenco de Andalucía, 2019. Coordinación artística Úrsula López.
- El maleficio de la mariposa, 2022, según motivos de Federico García Lorca
- Tríptico, 2022. Coreografías Úrsula López, Alejandro Molinero, Antonio Ruiz Soler y otros.[8]